# Episodi di Victorious (prima stagione)
La prima stagione della serie televisiva Victorious è stata trasmessa per la prima volta negli Stati Uniti dal 27 marzo 2010 al 26 marzo 2011 su Nickelodeon.
In Italia la serie è andata in onda in prima visione assoluta dal 12 novembre 2010 al 5 agosto 2011 su Nickelodeon. Venne poi trasmessa in prima visione in chiaro su Rai 2 dal 27 marzo 2011 fino al 21 maggio 2011, per poi continuare dal 15 maggio 2011 su Rai Gulp.
La stagione è composta ufficialmente da 20 episodi, ma molte fonti, anche autorevoli come Internet Movie Database, affermano che la stagione è composta da 19 episodi. Questo perché negli Stati Uniti la Nickelodeon ha deciso di trasmettere come un unico episodio gli episodi 119 e 120.
Inoltre, ad eccezione dei primi tre, tutti gli episodi sono stati trasmessi in disordine sia nella versione originale che in quella italiana. Questo perché la Nickelodeon non ha rispettato i codici di produzione che stabiliscono l'ordine di trama degli episodi.
| N° | Cod. di prod. | Titolo originale         | Titolo italiano                        | Prima TV USA      | Prima TV Italia  |
| -- | ------------- | ------------------------ | -------------------------------------- | ----------------- | ---------------- |
| 1  | 101           | The Pilot                | Il primo giorno                        | 27 marzo 2010     | 12 novembre 2010 |
| 2  | 102           | The Bird Scene           | La scena dell'uccello                  | 11 aprile 2010    | 19 novembre 2010 |
| 3  | 103           | Stage Fighting           | Colpi proibiti                         | 18 aprile 2010    | 26 novembre 2010 |
| 4  | 107           | The Birthweek Song       | Una canzone per il compleanno di Trina | 25 aprile 2010    | 3 dicembre 2010  |
| 5  | 106           | Jade Dumps Beck          | Jade lascia Beck                       | 2 maggio 2010     | 10 dicembre 2010 |
| 6  | 105           | Tori the Zombie          | Faccia da zombie                       | 9 maggio 2010     | 17 dicembre 2010 |
| 7  | 108           | Robarazzi                | Robarazzi                              | 4 giugno 2010     | 24 dicembre 2010 |
| 8  | 117           | Survival of the Hottest  | Tutti al mare                          | 26 giugno 2010    | 31 dicembre 2010 |
| 9  | 118           | Wi-Fi in the Sky         | Wi-Fi in cielo                         | 27 agosto 2010    | 7 gennaio 2011   |
| 10 | 104           | Beck's Big Break         | La grande occasione di Beck            | 24 settembre 2010 | 4 febbraio 2011  |
| 11 | 115           | The Great Ping-Pong Scam | Tennis... da tavola                    | 1º ottobre 2010   | 14 gennaio 2011  |
| 12 | 112           | Cat's New Boyfriend      | Il nuovo ragazzo di Cat                | 8 ottobre 2010    | 21 gennaio 2011  |
| 13 | 119           | Freak the Freak Out      | Un numero spettacolare!                | 26 novembre 2010  | 11 febbraio 2011 |
| 14 | 120           | Freak the Freak Out      | Un numero spettacolare!                | 26 novembre 2010  | 11 febbraio 2011 |
| 15 | 110           | Rex Dies                 | Rex in pericolo                        | 8 gennaio 2011    | 4 maggio 2011    |
| 16 | 111           | The Diddly-Bops          | Gli scherzi della natura               | 17 gennaio 2011   | 5 maggio 2011    |
| 17 | 116           | Wok Star                 | Il prezzo da pagare                    | 17 gennaio 2011   | 6 maggio 2011    |
| 18 | 114           | The Wood                 | Il reality                             | 5 febbraio 2011   | 6 maggio 2011    |
| 19 | 109           | A Film by Dale Squires   | Un film di Dale Squires                | 11 marzo 2011     | 5 agosto 2011    |
| 20 | 113           | Sleepover at Sikowitz's  | La prova a casa di Sikowitz            | 26 marzo 2011     | 4 agosto 2011    |

## Il primo giorno
- Titolo originale: Pilot
- Diretto da: Steve Hoefer
- Scritto da: Dan Schneider

### Trama
Ci troviamo a Los Angeles, più precisamente sulle colline di North Hollywood. Tori sta mettendo a termine con un amico, Ian, il suo progetto di scienze, quando all'improvviso irrompe nella stanza sua sorella maggiore, Trina Vega, che caccia l'amico di Tori e si sfoga con la sorella per essere capitata con André Harris al "Grande Saggio", uno spettacolo annuale a cui parteciperanno diverse personalità importanti. In realtà Trina non ha un granché di voce e crede di poter migliorare le sue prestazioni canore facendo gargarismi con erbe cinesi, che le provocheranno una reazione allergica da farle gonfiare la lingua. Data la sua impossibilità di esibirsi, a sostituirla è quindi la sorella Tori, che conosce a memoria l'esibizione di Trina. Tori fa un'ottima esibizione ricevendo una proposta dal preside della Hollywood Arts Academy di studiare in quella scuola. Tori accetta, ma il giorno dopo si accorge che nella Hollywood Arts Academy ci sono molti strani personaggi e, nonostante la voglia di tornare nella vecchia scuola, decide di rimanerci perché scopre di avere molto talento. La prima lezione alla Hollywood Arts Academy vede Tori esibirsi in un esercizio di recitazione insieme a Jade che le versa del caffè addosso. Ma il giorno dopo, in un altro esercizio di recitazione, Sikowitz deciderà di far fare agli alunni un'improvvisazione alfabetica (in cui bisogna recitare stando a tema usando le lettere dell'alfabeto in ordine) e sarà Tori a vendicarsi di Jade baciando Beck, il suo ragazzo.
Canzoni presenti: "Make It Shine" (Victoria Justice) e "Hit It" (Jaye Watts) 

## La scena dell'uccello
- Titolo originale: The Bird Scene
- Diretto da: Steve Hoefer
- Scritto da: Dan Schneider

### Trama
André ha scritto un'opera e vuole che Tori ne sia la protagonista. Quando però lo viene a sapere Sikowitz, il loro professore, informa Tori che prima di partecipare ad una qualsiasi opera teatrale deve fare la "Scena dell'uccello". Tori prova l'esibizione e, nonostante la sua performance sia molto buona, Sikowitz le dice che non va bene. Tori riprova il secondo giorno e, nonostante faccia un'esibizione perfino migliore della prima, riceve dal professore la stessa risposta. Alla terza prova, davvero realistica con tanto di costumi, scenografia e un uccello reale, riceve da Sikowitz la stessa risposta. Tori si arrabbia moltissimo dicendo a Sikowitz che non le importa nulla del suo giudizio perché ritiene la sua scena magnifica. Così Sikowitz è lieto di spiegare a Tori che ha completato con successo la scena, spiegandole che il vero obiettivo della scena era quello di insegnare all'alunno a non dare peso al giudizio degli altri.
Grazie a questa esperienza, Tori trova anche l'ispirazione per decorare il suo armadietto, che ogni studente ha personalizzato in base alla sua personalità o un'esperienza, che abbellisce con la scritta luminosa di "Make It Shine" la canzone che l'ha portata in quella scuola.
Canzoni presenti: "Summer Sunn" (Service Group)  

## Colpi proibiti
- Titolo originale: Stage Fighting
- Diretto da: Steve Hoefer
- Scritto da: George Doty IV

### Trama
Tori vede Beck e un ragazzo che fanno una finta scena di lotta che all'inizio le sembra vera. In realtà quel ragazzo è un maestro venuto alla Hollywood Arts Academy per insegnare ai ragazzi a fingere una rissa. Il professore mette Tori e Jade insieme e fa provare loro una scena di rissa. Tori ha paura che Jade la picchi sul serio, ma una volta esibite Jade incolpa Tori fingendo che l'abbia colpita per davvero. Tori si difende, spiegando che la bastonata che ha dato a Jade era finta, ma nessuno le crede e la trattano come se fosse una persona violenta. Jade in realtà si è truccata di nero l'occhio per far sembrare vero il gesto violento che le avrebbe dato Tori. Improvvisamente, una ragazza, disturbata da altri compagni di scuola, lancia dell'acqua che bagna il viso di Jade. André scopre che Jade li ha ingannati, vedendola correre in bagno per paura di farsi scoprire. Successivamente Jade riferisce a Tori la bugia detta, ma lei non reagisce, così decide di andare a scusarsi durante la sua punizione (ripulire il teatro della scuola dopo una scena di lotta con il cibo), e, sentendosi un po' in colpa, l'aiuta. Alla fine, però, l'unico che rimane a pulire è il controllore-poliziotto che aveva il compito di sorvegliare Tori. 
Canzoni presenti: "The Queen of White Lies" (The Orion Experience), "Rip Me Up Girl" (Mike Geier) e "Crazy" (Spaceman) 

## Una canzone per il compleanno di Trina
- Titolo originale: The Birthweek Song
- Diretto da: Adam Weissman
- Scritto da: Jake Farrow

### Trama
Il compleanno di Trina si avvicina e Tori non sa decidere cosa regalarle. Le acquista degli stivali, ma poco dopo vede che Trina li ha già comprati. André suggerisce di scriverle una canzone dal titolo "You're The Reason". Il giorno del compleanno di Trina, Tori e André si esibiscono nella canzone, ma la sorella non crede che sia un regalo e finiscono per litigare. Così Trina decide di vendere la canzone ad un produttore discografico, che affascinato dal demo vuole dare un'occasione alla cantante, ma Trina finge di averla composta lei. Quando comincia la registrazione i produttori si accorgono che la voce di Trina è totalmente diversa da quella del demo, così la ragazza confessa di non essere la cantante e chiama Tori per farle registrare la canzone. Durante la registrazione, il produttore riceve una chiamata scoprendo che la canzone ha fatto impazzire molti cantanti che vogliono inciderla ma, visto che Trina ne ha venduto i diritti, André non otterrà alcun merito.
Canzoni presenti: "You're The Reason" (Victoria Justice) e "Twentysomething America" (Chase)
- Nota: in questo episodio è assente Beck Oliver.

## Jade lascia Beck
- Titolo originale: Jade Dumps Beck
- Diretto da: Steve Hoefer
- Scritto da: Matt Fleckenstein

### Trama
Beck inizia ad uscire con una ragazza famosa, Alyssa Vaughn. Presto Jade si ingelosisce e lascia Beck. Intanto Robbie deve fare una recensione sullo spettacolo di Trina, che risulta pessimo, ma Trina lo minaccia per costringerlo a scrivere una buona recensione. Jade ha dei ripensamenti e vuole tornare con Beck, così va da Tori per chiederle una mano. Beck dice a Tori che Jade non ha quasi mai fatto niente per lui. Così Jade decide di regalargli un cane, dato che Beck ama i cani, ma il cane si rivela pazzo, aggredendo il padre di Beck. Jade si scusa freneticamente, ma Beck la zittisce con un bacio e le confessa che non ha mai smesso di amarla. I due quindi si rimettono insieme.
Canzoni presenti: "Ha Ha Look At Me Now" (Deanna Lee), "Too Much (More is the Cure)" (Kesha), "Chicago!" (Daniella Monet)
Nota: in questo episodio è assente Cat Valentine.

## Faccia da zombie
- Titolo originale: Tori the Zombie
- Diretto da: Russ Reinsel
- Scritto da: Dan Schneider

### Trama
Cat rischia di dover ripetere il corso di make-up se non riesce a rendere qualcuno spaventoso. L'unica che accetta di fare da cavia è Tori, che nello stesso giorno avrebbe dovuto recitare in un importante musical a cui avrebbe assistito anche l'autrice stessa, Sofia Michelle. Allora Cat trucca perfettamente Tori da zombie, ma Trina fa notare a Cat che ha usato sulla faccia di Tori la "colla grizzly", una colla industriale dura come il cemento. Trina e Cat tentano in ogni modo di levare la maschera senza riuscirci, e allora le due si offrono per andare a prendere un solvente che viene prodotto solo in una fabbrica che però si trova a due ore di distanza dalla scuola. Le due arrivano quando lo spettacolo è già verso la fine, e Tori, che ha ancora la maschera da zombie, una volta viste Trina e Cat con il solvente dice ad André di improvvisare la musica mentre lei va dalle due ragazze a farsi togliere la maschera. Dopodiché Tori ritorna sul palco senza la maschera facendo finire lo spettacolo in bellezza. Il cast, convinto che Sophia sia rimasta delusa, va a scusarsi. Ma alla fine lei afferma che la rivisitazione dello spettacolo le è piaciuta poiché la maschera da zombie era secondo lei un buon modo per far capire al pubblico l'importanza della bellezza interiore.
L'episodio finisce con Robbie che chiede a Sofia se avesse recitato bene e l'autrice dice di doversene andare perché preferisce non dirglielo.
Canzoni presenti: "Finally falling" (Victoria Justice e Avan Jogia)

## Robarazzi
- Titolo originale: Robarazzi
- Diretto da: Steve Hoefer
- Scritto da: Arthur Gradstein

### Trama
Il blog di Robbie su TheSlap.com rischia di essere cancellato per gli argomenti noiosi proposti, ma Tori gli consiglia di renderlo più interessante, suggerendogli di parlare delle vite degli studenti. Mentre fa uno dei suoi servizi, Rex nota che Tori si sta schiacciando un brufolo e la registra rendendola protagonista del suo servizio. Robbie riceve l'approvazione dei direttori del sito sul nuovo materiale proposto e gli viene anche affidata una squadra di aiutanti. Robbie inizia allora una nuova rubrica, Robarazzi, nella quale pubblica scoop e video imbarazzanti sui suoi compagni di scuola, che non sono affatto divertiti. Quando i ragazzi gli chiedono di smettere, però, lui non vuole rinunciare alla fama che ha acquisito. Così un giorno Tori, Jade, Beck e André decidono di fargli uno scherzo: Beck e André rubano i vestiti a Robbie nello spogliatoio e quando lui esce per cercarli, viene paparazzato da Jade e Tori con foto e video. Le ragazze dicono a Robbie che pubblicheranno il video su Internet, ma Robbie giunge a un patto promettendo di trasformare la sua rubrica di gossip in una rubrica culinaria, mentre nel frattempo Cat sta sprecando tutti i suoi soldi comprando vari macchinari da un catalogo. Alla fine però i suoi amici le strappano in mille pezzi il catalogo, ma inutilmente perché Cat ne aveva un altro.
- Nota: in questo episodio è assente Trina Vega.

## Tutti al mare
- Titolo originale: Survival of the Hottest
- Diretto da: Russ Reinsel
- Scritto da: Dan Schneider

### Trama
Quando un'ondata di caldo colpisce la California del Sud, Tori, Cat, Trina, André, Robbie, Rex, Beck e Jade decidono di andare a rinfrescarsi a Venice Beach, vicino a Los Angeles. Beck decide che il modo migliore per arrivarci è prendere in prestito il camioncino di suo zio e trainare la roulotte in cui vive fino alla spiaggia. Ma il gruppo di ragazzi, meno Cat che è andata alla toilette, rimane intrappolato nel caravan di Beck quando un altro enorme camper viene parcheggiato proprio accanto al loro, bloccando l'unica uscita. Mentre sono intrappolati, Cat è impegnata a festeggiare con Ben, uno dei quattro ragazzi carini che decide di fare amicizia con Cat, l'unica che potrebbe salvare il resto del gruppo dal sudare fino alla morte e che invece, resta completamente ignara della situazione che i suoi amici stanno vivendo. Nel frattempo, gli altri cercano di fuggire dal camper.

## Wi-Fi in cielo
- Titolo originale: Wi-Fi in the Sky
- Diretto da: Steve Hoefer
- Scritto da: Dan Schneider

### Trama
Tori e Trina hanno il primo volo per Hollywood e devono tornare a casa, ma il comandante dice loro che l'arrivo è previsto per mezzanotte. Tori deve scrivere un copione di 10 pagine per il giorno dopo e lo deve fare con Cat, Beck e André. Quindi pensa di scriverlo in video chat e contatta per primo André che è a casa di sua nonna, poi si connette anche Cat e Beck. Durante la chat ci sono molte interruzioni da parte di Robbie che continua a intromettersi, ma anche di Jade che è un po' gelosa della vicina di Beck a cui lui ha fatto il favore di tenerle il cane. Le cose cominciano ad andare male quando la nonna di André, terrorizzata dalla videochat, rompe il computer di André e Jade continua a fare scenate di gelosia a Beck. Alla fine Tori decide di scrivere il copione da sola.

## La grande occasione di Beck
- Titolo originale: Beck's Big Break
- Diretto da: David Kendall
- Scritto da: Arthur Gradstein

### Trama
Beck riceve un ruolo minore in un film, nel quale c'è protagonista la famosa Melinda Murray, e Tori, Cat, André e Jade fanno da comparse. Durante la recita, Tori corregge la battuta di Beck che secondo la superstar era detta male, e il ragazzo viene tolto dal cast. Il giorno dopo con l'aiuto di Cat, Tori finge di chiamarsi Crystal Waters e s'introduce nello studio per convincere Melinda a ridare il posto a Beck, ma lei urla e una freccia lanciata da una balestra, le finisce sulla mano e viene portata all'ospedale. Dato che la truppa di sceneggiatori odiava la superstar, viene lodata. Colui che dirige la scena, la ringrazia dicendole di dirgli il nome; un addetto urla Crystal Waters e alla fine Beck riavrà di nuovo la parte.
- Nota: in questo episodio è assente Trina Vega.

## Tennis... da tavola
- Titolo originale: The Great Ping Pong Scam
- Diretto da: Steve Hoefer
- Scritto da: Matt Fleckenstein

### Trama
Tori si insospettisce quando i suoi amici cominciano ad evitarla. Scopre poi che fanno tutti parte di una squadra di ping pong, di cui Jade è il capitano. Tori vorrebbe entrare nella squadra ma Jade non vuole che ne faccia parte. Con l'aiuto di Sinjin, Tori scopre che la squadra di ping pong non esiste e i ragazzi che ne fanno parte usano i fondi del team, che ottengono dalla scuola, per andare a mangiare in un ristorante molto elegante e costoso. Tori dice ai suoi amici che conosce il loro segreto e i ragazzi accettano per farle posto nel team. Quando giungono al ristorante di lusso, per sbaglio Robbie ordina molti piatti di caviale, a insaputa degli altri, non sapendo che è una pietanza molto costosa. I ragazzi si ritrovano così con un conto da pagare esorbitante e i soldi non bastano. Il dirigente del locale minaccia di chiamare la polizia, ma approfittando del fatto che la band di intrattenimento del locale ha avuto un imprevisto, Tori e André decidono di saldare il debito cantando al loro posto. La loro esibizione si rivela un successo e il dirigente del locale li lascia andare.
- Canzoni presenti: "Tell Me That You Love Me" (Victoria Justice e Leon Thomas III
- Nota: in questo episodio è assente Trina Vega.

## Il nuovo ragazzo di Cat
- Titolo originale: Cat's New Boyfriend
- Diretto da: Adam Weissman
- Scritto da: Arthur Gradstein

### Trama
Cat comincia a frequentare un ragazzo di nome Danny, un ex di Tori. Durante una festa a scuola, Tori si rivela inconsciamente gelosa quando vede Cat e Danny baciarsi, così mette a massima potenza la fontana di formaggio, disturbando la coppietta. Mentre Cat va a darsi una ripulita, Tori si scusa con Danny ma finiscono per baciarsi. Cat li scopre e litiga con Tori, ma lei ammette di aver sbagliato e fanno pace. Nel frattempo Trina convince André, Beck, Jade e Robbie a provare a immergere i piedi in una vaschetta piena di pesci puca che rendono i piedi lisci, ma purtroppo il gruppo di ragazzi finisce in ospedale perché la saliva del pesce puca è intrisa di batteri e fa ammalare i ragazzi.

## Un numero spettacolare! parte 1 e parte 2
- Titolo originale: Freak the Freak Out
- Diretto da: Steve Hoefer
- Scritto da: Dan Schneider

### Trama
Tori è bloccata con Trina che ha tolto il dente del giudizio, dopo che i genitori decidono di lasciare la città nello stesso fine settimana. Trina finisce per rendere difficili le cose per Tori mentre i suoi amici stanno tutti visitando un nuovo stabilimento karaoke chiamato Karaoke Dokie. Jade e Cat sono sfidate da due ragazze, Hayley Ferguson e Tara Ganz, e cantano "Give it Up", ma Hayley, essendo la figlia del proprietario, dichiara Cat e Jade delle perdenti. Dopo aver defraudato la vittoria vanno in aiuto di Tori, alla quale viene in mente un piano per eclissare Hayley e Tara: fanno travestire da sfigata Tori in modo da non poterla riconoscere, la ragazza canta "Freak the Freak Out" e alla fine il pubblico la vota vincitrice.
- Canzoni presenti: "Give It Up" (Elizabeth Gillies e Ariana Grande) e "Freak The Freak Out" (Victoria Justice)

## Rex in pericolo
- Titolo originale: Rex Dies
- Diretto da: Russ Reinsel
- Scritto da: Jake Farrow

### Trama
Sikowitz organizza uno spettacolo e assegna i vari ruoli: Robbie ed André saranno i protagonisti, Cat e Jade si occuperanno delle luci e Tori, insieme al gruppo di Sinjin si occuperà degli effetti speciali. Durante le prove generali, Tori aspira con un gigantesco macchinario Rex che viene quasi completamente distrutto, così Tori, Cat e Beck si offrono di portarlo in ospedale e su consiglio di Jade decidono di far dichiarare Rex morto per il bene di Robbie. Così i ragazzi giungono in ospedale e convincono un dottore a "recitare" quando Robbie, dopo lo spettacolo, sarebbe andato subito da Rex in ospedale. Dopo l'addio di Robbie, un macchinario lo dichiara morto ma Tori decide di far "rivivere" Rex mentre Cat viene rinchiusa in una camera di isolamento per essere stata data per pazza. Però poi riuscirà a liberarsi.

## Gli scherzi della natura
- Titolo originale: The Diddly-Bops
- Diretto da: Steve Hoefer
- Scritto da: Matt Fleckenstein

### Trama
Tori e i suoi amici per 1000 dollari, accettano di animare la festa di compleanno di un ragazzino per fare un favore a un amico di Sikowitz. Mentre si esibiscono, il festeggiato li riprende e lo invia su un sito internet. Nel frattempo, André riceve una chiamata da un produttore discografico che dice di essere interessato a lui per firmare un contratto discografico. Ma le sue probabilità di firmare un contratto discografico sono in pericolo per via del video sul cibo. E pertanto, al fine di ottenere la sua grande occasione, si esibisce con "Song 2 You" insieme a Tori.
- Canzoni presenti: "Favorite Food" (Victoria Justice, Leon Thomas III, Matt Bennett, Avan Jogia, Elizabeth Gillies e Ariana Grande) e "Song 2 You" (Leon Thomas III e Victoria Justice)

## Il prezzo da pagare
- Titolo originale: Wok Star
- Diretto da: Adam Weissman
- Scritto da: Jake Farrow

### Trama
Jade scrive la sua recita ma la scuola non le permette di rappresentarla. Quindi Tori aiuta Jade a produrselo da sola con l'aiuto della signora Lee, la proprietaria di un ristorante cinese, che ha le sue foto appese con le celebrità. La signora offre di pagare personalmente la produzione di Jade. Ma le cose si complicano quando la signora fa drastici cambiamenti al copione e vuole mettere la figlia Daisy nella recita: nonostante la inciti a mostrare più partecipazione, non si rende conto che la figlia è davvero negata per la recitazione. Per cui André e Trina fingono di essere due personaggi importanti e vanno a mangiare al ristorante della signora Lee facendole perdere tempo in modo che Jade possa far eseguire la sceneggiatura senza interruzioni da Daisy. Alla fine riesce nell'intento e riceve anche le congratulazioni da parte del padre. Alla fine dell'episodio, Josh Peck si complimenta con Jade.

## Il reality
- Titolo originale: The Wood
- Diretto da: David Kendall
- Scritto da: Dan Schneider

### Trama
Tori, André, Beck e Jade sono entusiasti di sapere che saranno i protagonisti di un nuovo reality show chiamato "The Wood", ma Trina no! Dopo che il produttore decide di modificare insieme le chiamate telefoniche separate facendole apparire come Tori e Beck che parlano insieme, scoprono che i produttori vogliono dramma falso. Nel frattempo Trina e Robbie devono lavorare al Truck Grub, ma l'esecuzione è più difficile di quanto credevano. Tori e Jade accettano di partecipare al reality organizzandosi le scene. Così Jade contatta un amico del padre per farsi portare un ferrovecchio nel parcheggio della scuola, in modo da far finta che la macchina sia del bidello e, con la scusa che il produttore le ha insultate, loro avrebbero distrutto la sua macchina. Purtroppo però finiscono per vandalizzare la macchina sbagliata e il professore decide di mandare via i produttori del reality.
- Nota: in questo episodio è assente Cat Valentine.

## Un film di Dale Squires
- Titolo originale: A Film by Dale Squires
- Diretto da: Adam Weissman
- Scritto da: George Doty IV

### Trama
Il gruppo è entusiasta di scoprire che fanno parte di un film diretto da Dale Squires; il film sarà girato a casa di Tori diretto da quest'ultima poiché Trina è chiusa in bagno e Dale é impegnato in una conversazione. Durante l'anteprima del film, i ragazzi si rendono conto che Dale si prende tutto il merito del film e gli rinfacciano il comportamento scorretto. Così Tori e i suoi amici tramano vendette. Dale viene invitato ad un talk show che va in diretta in tutta la nazione e gli amici di Tori pagano la cugina di André che sa recitare benissimo per scagliarsi contro di lui. Dale, durante la diretta, si ricorda di ringraziare i ragazzi che facevano parte del film, così Tori e i suoi amici fanno gesto alla signora di non attaccare Dale, ma lei non li sente e lo attacca.

## La prova a casa di Sikowitz
- Titolo originale: Sleepover at Sikowitz's
- Diretto da: Russ Reinsel
- Scritto da: George Doty IV

### Trama
Sikowitz invita il gruppo a casa sua per insegnare ai ragazzi un nuovo metodo di recitazione. Ad ogni ragazzo viene assegnato un ruolo e chi esce e dal personaggio, anche involontariamente, verrà bandito dalla casa di Sikowitz. Gli studenti sono assegnati: Tori come una poliziotta pazza per il rossetto rosso e ossessionata dai cereali, André come un corridore che gareggia alla maratona oltretutto incinto, Jade come una contadina dell'Alabama dolce che non si arrabbia mai, Cat come una giornalista cotonata anni '80 molto fastidiosa, Beck come un uomo inglese che ama invadere lo spazio personale delle persone e Robbie come una guida motivazionale che ha le gambe molto traballanti e instabili. Nel frattempo il signore e la signora Vega tentano di festeggiare il loro 20º anniversario di matrimonio ma continuano a essere interrotti dagli studenti che vengono eliminati dal pigiama party e che, non avendo niente da fare, vanno a casa loro. Sikowitz, a tarda notte, decide di andare a letto perché non ce la faceva più a rimanere con Tori e Beck. Alla fine vince il gioco Tori.
- Nota: in questo episodio è assente Trina Vega.